# 心もよう
「心もよう」（こころもよう）は、日本のシンガーソングライターである井上陽水の楽曲。1973年9月21日に、自身の4枚目のシングルとしてポリドール・レコードからリリースされた。

## 背景・制作
陽水は当時、所用で一旦福岡へ帰郷していた最中に制作しており、シングル発売に際してはどちらをA面曲にするかで井上は「帰れない二人」を推したが、ポリドールのプロデューサーで小椋佳の担当も務めていた多賀英典は「心もよう」を推した。両者協議の結果「心もよう」がA面曲となり、タイトルも多賀が名付けたものである。
B面収録の「帰れない二人」はRCサクセションの忌野清志郎との共作である。

## 収録曲
| 全編曲: 星勝。 |                  |                     |      |
| #              | タイトル         | 作詞・作曲          | 時間 |
| 1.             | 「心もよう」     | 井上陽水            | 3:23 |
| 2.             | 「帰れない二人」 | 井上陽水 忌野清志郎 | 4:18 |
| 合計時間:      | 合計時間:        | 合計時間:           | 7:41 |

## カバー
- 小柳ルミ子（1974年、アルバム『あたらしい友達』収録）
- 伊藤咲子（1974年、アルバム『ひまわり娘』収録）
- 南沙織（1974年、アルバム『夏の感情』収録）
- 平田隆夫とセルスターズ（1974年、アルバム『リズム・ブルース・ニッポン～生きながらブルースに葬られ』収録）
- ティン・パン・アレー（1977年、アルバム『TIN PAN ALLEY 2』収録）
- 平原綾香（2004年、アルバム『The Voice』収録）
- 中森明菜（2009年、アルバム『フォーク・ソング2 〜歌姫哀翔歌』収録）